# Angola Democràtica – Coalició
Angola Democràtica – Coalició (portuguès: Angola Democrática – Coligação, també conegut com a AD–Coligação) va ser una aliança de partits polítics a Angola. La principal força dins AD–Coligação era el Front per la Democràcia (FpD). El president de l'aliança era Evidor Quiela. L'aliança fou formada en 1992.
A les eleccions generals d'Angola de 1992 AD–Coligação va obtenir el 0,86 % dels vots i un escó a l'Assemblea Nacional d'Angola que fou ocupat per João Vieira Lopes (1932-2012), del FpD. El candidat presidencial d'AD–Coligação va ser Simão Cassete, qui només va obtenir el 0,67% dels vots. Cassete va abandonar Angola després de les eleccions, i actualment és el representant del FpD a Europa. A les eleccions legislatives d'Angola de 2008 el partit només va obtenir el 0,29 % dels vots i cap escó, i entrà en una forta crisi. Fou extingida per ordre judicial en 2013.